# Acetilenodicarboxilato de dimetilo
El acetilenodicarboxilato de dimetilo (ADDM, DMAD en inglés) es el compuesto orgánico con fórmula CH3O2CC2CO2CH3.  Este éster, líquido a temperatura ambiente, es altamente electrofílico.  Se utiliza comúnmente como dienófilo en la reacción de Diels-Alder.  También es un buen aceptor Michael.

## Preparación
Se broma el ácido maleico y el resultante ácido succínico dibromado se trata con hidróxico potásico, obteniéndose el ácido acetilenodicarboxílico.  Este ácido se esterifica con metanol y ácido sulfúrico como catalizador.